# Gerhard Ringel
Gerhard Ringel (28 d'octubre de 1919, Bad Pirawarth, Baixa Àustria - 24 de juny de 2008, Santa Cruz, Califòrnia) va ser un matemàtic alemany, qui va obtenir el seu doctorat per la Universitat de Bonn el 1951. Va ser un dels pioners en teoria de grafs i ha contribuït de manera significativa a la prova de la conjectura de Heawood (actualment el teorema de Ringel-Youngs), un problema matemàtic estretament vinculat amb el teorema dels quatre colors. El seu nombre d'Erdős és dos.
Gerhard Ringel va començar la seva carrera acadèmica com a professor de la Universitat Lliure de Berlín. El 1970 va abandonar Alemanya a causa de les conseqüències burocràtiques del moviment estudiantil alemany i va continuar la seva carrera a la Universitat de Califòrnia a Santa Cruz. Va ser guardonat amb el grau de doctor honoris causa per la Universitat de Karlsruhe i la Universitat Lliure de Berlín.
A més de les seves habilitats matemàtiques, va ser un entomòleg àmpliament reconegut. L'èmfasi principal del seu treball va ser la recol·lecció i la cria de papallones. Abans de la seva mort, va donar la seva impressionant col·lecció de papallones al Museu de Col·leccions d'Història Natural de la UCSC.